# 南鉄平
南 鉄平（みなみ てっぺい）は福岡県福岡市出身のフリーアナウンサー。

## 来歴
福岡県立筑前高等学校から福岡大学に進み、ケーブルテレビ局にアナウンサーとして入社。同社を退社後の2007年からフリーアナウンサーとしての活動を始める。
スポーツ実況を主な活動範囲としており、特にサッカー（Jリーグ）やボートレースなどを多く手掛ける。

## 出演番組
- Jリーグ中継（DAZN） - VSQが制作を手掛けるサガン鳥栖戦・大分トリニータ戦を中心に、アビスパ福岡戦・テゲバジャーロ宮崎戦など九州・中国地方の試合を担当。
- Bリーグ中継（バスケットLIVEほか） - 佐賀バルーナーズ戦などを担当
- ボートレース中継（下関場内実況メイン）